# Daikoku

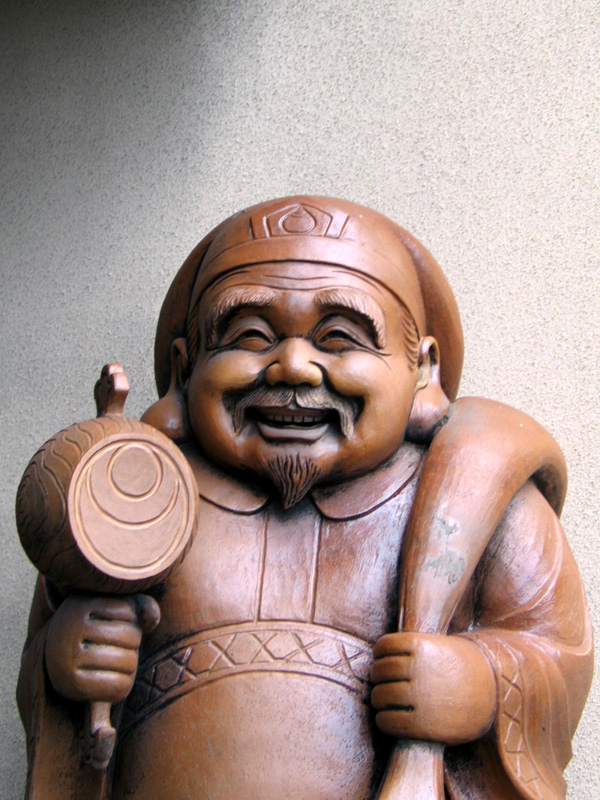
Weitere Statue

Daikoku (jap. 大黒, auch: Daikokuten 大黒天) zählt in Japan zu den Sieben Glücksgöttern (Shichi Fukujin).

## Attribute
Wie die meisten Glücksgötter ist auch Daikoku ein wohlbeleibter stets lachender Mann mit dicken Ohrläppchen. Er trägt traditionelle japanische Kleider und eine rote Kappe. In der rechten Hand hält er einen Glückshammer, in der linken einen Sack mit Reichtümern. Meist steht oder sitzt er auf zwei Reissäcken. Diese Säcke sind oft mit dem buddhistischen Wunschjuwel verziert. Sein Tiergefährte ist die Ratte, die auf Bildern von Daikoku oft in seiner Nähe gezeigt wird.

## Symbolik und Herkunft
Daikoku ist der japanische Gott des Reichtums, vor allem der reichen Ernte, der reichen Nahrung und der Küche. Dies ist u. a. an seinen Reissäcken zu erkennen. Sein Hammer ist ein in japanischen Legenden immer wieder auftauchendes magisches Werkzeug, mit dem man Wünsche erfüllen kann. Seine dicken Ohrläppchen sind eigentlich eines der 32 Merkmale eines Buddhas, was auf seine buddhistische Herkunft hindeutet. Daikoku bedeutet wörtlich Großer Schwarzer, ein Name, den er von seinem indischen Vorläufer Mahakala (auf Sanskrit ebenfalls Großer Schwarzer) übernommen hat. Mahakala gilt im Hinduismus als strafende Erscheinungsform Shivas, wird aber auch im Buddhismus – heute vor allem in Tibet – verehrt. Er ist eine schreckenerregende Gestalt mit schwarzer Haut, drei Gesichtern und raubtierartigen Zähnen. In dieser Form kam Daikoku/Mahakala mit dem Buddhismus nach Japan. Frühe Abbildungen des japanischen Daikoku zeigen ihn tatsächlich noch mit drei Gesichtern und/oder schwarzer Haut, doch seit er als Gott des Reichtums gilt (etwa 16. Jh.), hat er seine schreckenerregenden Züge verloren.

## Darstellung und Kult
Daikoku wird oft zusammen mit den anderen sechs Glücksgöttern, oder als Paar zusammen mit Ebisu, dem Gott der Fischer, dargestellt. Von Ebisu heißt es manchmal auch, er sei der Sohn Daikokus. Beide sind besonders beliebte Motive der Netsuke- und Ukiyoe-Künstler. Im heutigen Japan wird Daikoku meist in Shintō-Schreinen, aber auch in einigen buddhistischen Tempeln verehrt. Im religiösen Brauchtum Japans wird ihm vor allem zu Neujahr besondere Aufmerksamkeit gezollt.